# Tours préliminaires à la Coupe du monde de football 1938
Navigation
Éliminatoires 1934 Éliminatoires 1950
Les différents tours préliminaires à la Coupe du monde 1938 constituent la 2e édition d'une phase éliminatoire, après celle de 1934.
Contrairement à 1934, le pays hôte est exempté de tour préliminaire. Ainsi la France rejoint l'Italie, tenant du titre, dans le cercle des qualifiés d'office pour la phase finale de 1938. C'est la première fois qu'un champion du monde défend son titre (l'Uruguay, champion en 1930, ne s'est pas inscrit pour 1934) .

## Les pays participants
Trente-cinq nations sont inscrites pour les éliminatoires de la Coupe du monde 1938, mais seulement vingt-et-une d’entre elles joueront réellement en phase préliminaire. 7 pays déclarent forfait avant le tirage au sort (la Colombie, le Costa Rica, le Salvador, les États-Unis, la Guyane néerlandaise, le Japon et le Mexique), la plupart pour protester contre le fait que la compétition soit de nouveau organisée en Europe. L'Espagne n'est pas autorisée par la FIFA à prendre part à la phase préliminaire en raison de l'incertitude concernant la capacité réelle de son équipe à disputer tous les matchs éliminatoires dans le contexte de la guerre civile qui déchire le pays depuis 1936. Par conséquent, quatre équipes ont pu se qualifier pour la phase finale sans disputer le moindre match : le Brésil, les Indes orientales néerlandaises, Cuba et la Roumanie.
Répartition des places qualificatives par zone :
- Zone Europe : 13 places (11 places qualificatives + l'Italie, championne du monde en titre et la France, pays hôte)
- Zone Amérique du Sud : 1 place
- Zone Amérique du Nord, centrale et Caraïbes : 1 place
- Zone Asie : 1 place

Notes :
Une seule équipe africaine, l'Égypte (finalement forfait), est inscrite et est versée dans les éliminatoires de la zone Europe.
La Palestine mandataire (Asie) est également versée dans la zone Europe.
La Colombie (Amérique du sud) est versée dans la zone Amérique du Nord, centrale et Caraïbes.

## Zone Europe
21 équipes européennes, une équipe africaine ('Égypte) et une asiatique (Palestine mandataire), sont réparties en 9 groupes. Les groupes 1 (de 4 équipes) et 9 (de 3 équipes), disposent de 2 places qualificatives tandis que tous les autres groupes n'offrent qu'une seule place pour la phase finale.

### Groupe 1:AllemagneetSuède
Le groupe 1 est le groupe comptant le plus d'équipes, avec 4 formations inscrites : l'Allemagne, la Suède, l'Estonie et la Finlande. Chaque équipe rencontre les 3 autres équipes une fois. Ce sont les deux favoris du groupe, l'Allemagne et la Suède qui obtiennent leur qualification pour la phase finale.
| Rang | Équipe    | Pts | J | G | N | P | Bp | Bc | Diff |  | Résultats (▼ dom., ► ext.) |     |     |     |     |
| ---- | --------- | --- | - | - | - | - | -- | -- | ---- |  | -------------------------- | --- | --- | --- | --- |
| 1    | Allemagne | 6   | 3 | 3 | 0 | 0 | 11 | 1  | +10  |  | Allemagne                  |     | 5-0 | 4-1 |     |
| 2    | Suède     | 4   | 3 | 2 | 0 | 1 | 11 | 7  | +4   |  | Suède                      |     |     | 7-2 | 4-0 |
| 3    | Estonie   | 2   | 3 | 1 | 0 | 2 | 4  | 11 | -7   |  | Estonie                    |     |     |     |     |
| 4    | Finlande  | 0   | 3 | 0 | 0 | 3 | 0  | 7  | -7   |  | Finlande                   | 0-2 |     | 0-1 |     |

### Groupe 2:Norvège
Deux équipes composent le groupe 2 : la Norvège et l'Irlande. Le vainqueur de l'affrontement par matchs aller-retour se qualifie pour la phase finale. La Norvège sort vainqueur du duel, en gagnant à la maison 3-2 puis en préservant son acquis par un match nul épique à Dublin 3-3.
| 10 octobre 1937 | Norvège                         | 3 - 2 | République d'Irlande           | Ullevaal, Oslo                                |                                               |
|                 | Kvammen 30e 64e · Martinsen 68e |       | 36e Geoghegan (en) · 68e Dunne | Spectateurs : 28 000 Arbitrage : Peco Bauwens | Spectateurs : 28 000 Arbitrage : Peco Bauwens |
|                 | détails                         |       |                                | Spectateurs : 28 000 Arbitrage : Peco Bauwens | Spectateurs : 28 000 Arbitrage : Peco Bauwens |

| 11 novembre 1937 | République d'Irlande                              | 3 - 3 | Norvège                         | Dalymount Park, Dublin                        |                                               |
|                  | Dunne 10e · O'Flanagan (en) 62e · Duggan (en) 89e |       | 26e 33e Kvammen · 49e Martinsen | Spectateurs : 27 000 Arbitrage : Thomas Gibbs | Spectateurs : 27 000 Arbitrage : Thomas Gibbs |
|                  | détails                                           |       |                                 | Spectateurs : 27 000 Arbitrage : Thomas Gibbs | Spectateurs : 27 000 Arbitrage : Thomas Gibbs |

### Groupe 3:Pologne
Le groupe 3 est composé de deux équipes, la Pologne et la Yougoslavie. Après un duel par matchs aller-retour, au cours duquel chacune des formations gagne son match disputé à domicile, c'est la Pologne qui obtient sa qualification pour la phase finale grâce à une large victoire à Varsovie 4-0 lors du match aller.
| 10 octobre 1937 | Pologne                                         | 4 - 0 | Yougoslavie | Stade Wojska Polskiego, Varsovie                 |                                                  |
|                 | Piątek 3e 4e · Wostal (en) 57e · Wilimowski 78e |       |             | Spectateurs : 30 000 Arbitrage : Lucien Leclercq | Spectateurs : 30 000 Arbitrage : Lucien Leclercq |
|                 | détails                                         |       |             | Spectateurs : 30 000 Arbitrage : Lucien Leclercq | Spectateurs : 30 000 Arbitrage : Lucien Leclercq |

| 3 avril 1938 | Yougoslavie    | 1 - 0 | Pologne | BSK Stadion, Belgrade                               |                                                     |
|              | Marjanović 65e |       |         | Spectateurs : 25 000 Arbitrage : Rinaldo Barlassina | Spectateurs : 25 000 Arbitrage : Rinaldo Barlassina |
|              | détails        |       |         | Spectateurs : 25 000 Arbitrage : Rinaldo Barlassina | Spectateurs : 25 000 Arbitrage : Rinaldo Barlassina |

### Groupe 4:Roumanie
L'Égypte, unique adversaire de la Roumanie dans ce groupe déclare forfait. La Roumanie est qualifiée sans jouer.
|   | Équipe   |         |  |  |  |  |  |  |  |
| - | -------- | ------- |  |  |  |  |  |  |  |
| 1 | Roumanie | Q.      |  |  |  |  |  |  |  |
| 2 | Égypte   | forfait |  |  |  |  |  |  |  |

### Groupe 5:Suisse
Dans le groupe 5, la Suisse et le Portugal se disputent le billet pour le mondial français sur un seul match, joué sur terrain neutre à Milan. La Suisse l'emporte (2-1) et se qualifie.
| 1er mai 1938              | Suisse               | 2 - 1   | Portugal            | Arena Civica, Milan                               |                                                   |
| Historique des rencontres | Aeby 25e · Amadò 30e | (2 - 0) | 73e (pen.) Peyroteo | Spectateurs : 20 000 Arbitrage : Francesco Mattea | Spectateurs : 20 000 Arbitrage : Francesco Mattea |
| Historique des rencontres | détails              |         |                     | Spectateurs : 20 000 Arbitrage : Francesco Mattea | Spectateurs : 20 000 Arbitrage : Francesco Mattea |

### Groupe 6:Hongrie
Premier tour :
Lors du premier tour, la Grèce et la Palestine mandataire s'affrontent en matchs aller-retour.
| 22 janvier 1938 | Palestine mandataire | 1 - 3 | Grèce                                 | Ramat Gan, Tel Aviv                              |                                                  |
|                 | Neufeld (en) 36e     |       | 15e 30e Vikelidis · 73e Migiakis (en) | Spectateurs : 5 000 Arbitrage : Youssouf Mohamed | Spectateurs : 5 000 Arbitrage : Youssouf Mohamed |
|                 | détails              |       |                                       | Spectateurs : 5 000 Arbitrage : Youssouf Mohamed | Spectateurs : 5 000 Arbitrage : Youssouf Mohamed |

| 20 février 1938 | Grèce                | 1 - 0 | Palestine mandataire | Stade Leoforos Alexandras, Athènes            |                                               |
|                 | Vikelidis 88e (pen.) |       |                      | Spectateurs : 12 000 Arbitrage : Mika Popovic | Spectateurs : 12 000 Arbitrage : Mika Popovic |
|                 | détails              |       |                      | Spectateurs : 12 000 Arbitrage : Mika Popovic | Spectateurs : 12 000 Arbitrage : Mika Popovic |

Deuxième tour :
Lors du deuxième tour, la Grèce rencontre l'équipe de Hongrie lors d'un match unique, disputé à Budapest. Les Hongrois, supérieurs dans tous les domaines, s'imposent très aisément 11-1 et obtiennent leur qualification pour la Coupe du monde de football 1938.
| 25 mars 1938 | Hongrie                                                                                            | 11 - 1 | Grèce      | Stade Hungária, Budapest                       |                                                |
|              | Zsengellér 15e, 23e (pen), 25e, 65e, 81e · Titkos 18e, 75e · Vincze 26e · Nemes (en) 34e, 40e, 52e |        | 89e Makris | Spectateurs : 12 000 Arbitrage : Denis Xifandu | Spectateurs : 12 000 Arbitrage : Denis Xifandu |
|              | détails                                                                                            |        |            | Spectateurs : 12 000 Arbitrage : Denis Xifandu | Spectateurs : 12 000 Arbitrage : Denis Xifandu |

### Groupe 7:Tchécoslovaquie
Dans le groupe 7, la Tchécoslovaquie et la Bulgarie s'affrontent en matchs aller-retour pour se disputer la qualification pour la Coupe du monde. Après le point du match nul concédé à Sofia, la Tchécoslovaquie fait le plein à domicile au match retour sur une large victoire.
| 7 novembre 1937 | Bulgarie               | 1 - 1 | Tchécoslovaquie | Junak Stadion, Sofia                                |                                                     |
|                 | Pachedzhiev 89e (pen.) |       | 44e Říha        | Spectateurs : 15 000 Arbitrage : Rinaldo Barlassina | Spectateurs : 15 000 Arbitrage : Rinaldo Barlassina |
|                 | détails                |       |                 | Spectateurs : 15 000 Arbitrage : Rinaldo Barlassina | Spectateurs : 15 000 Arbitrage : Rinaldo Barlassina |

| 24 avril 1938 | Tchécoslovaquie                                     | 6 - 0 | Bulgarie | Sparta Stadion, Prague                           |                                                  |
|               | Šimůnek 21e, 79e, 89e · Nejedlý 57e, 77e · Ludl 73e |       |          | Spectateurs : 28 000 Arbitrage : Pál von Hertzka | Spectateurs : 28 000 Arbitrage : Pál von Hertzka |
|               | détails                                             |       |          | Spectateurs : 28 000 Arbitrage : Pál von Hertzka | Spectateurs : 28 000 Arbitrage : Pál von Hertzka |

### Groupe 8:Autriche
Premier tour :
Le premier tour voit l'affrontement par matchs aller-retour de deux pays baltes : la Lettonie et la Lituanie.
| 29 juillet 1937 | Lettonie                                      | 4 - 2 | Lituanie                              | ASK Stadion, Riga                               |                                                 |
|                 | Kaņeps (en) 19e 52e 83e · Vestermans (en) 50e |       | 79e Gudelis (de) · 90e Paulionis (de) | Spectateurs : 10 000 Arbitrage : Augustin Krist | Spectateurs : 10 000 Arbitrage : Augustin Krist |
|                 | détails                                       |       |                                       | Spectateurs : 10 000 Arbitrage : Augustin Krist | Spectateurs : 10 000 Arbitrage : Augustin Krist |

| 3 septembre 1937 | Lituanie           | 1 - 5 | Lettonie                                                                 | Valstybinis Stadionas, Kaunas                      |                                                    |
|                  | Paulionis (de) 72e |       | 4e, 45e (pen.) Kaņeps (en) · 11e 30e Borduško (en) · 67e Vestermans (en) | Spectateurs : 10 000 Arbitrage : Hans Frankenstein | Spectateurs : 10 000 Arbitrage : Hans Frankenstein |
|                  | détails            |       |                                                                          | Spectateurs : 10 000 Arbitrage : Hans Frankenstein | Spectateurs : 10 000 Arbitrage : Hans Frankenstein |

Deuxième tour :
Lors du deuxième tour, la Lettonie rencontre l'équipe d'Autriche sur un seul match, disputé à Vienne. L'Autriche s'impose 2-1.
| 5 octobre 1937 | Autriche                   | 2 - 1 | Lettonie           | Prater, Vienne                                   |                                                  |
|                | Jerusalem 15e · Binder 34e |       | 6e Vestermans (en) | Spectateurs : 16 000 Arbitrage : Pál von Hertzka | Spectateurs : 16 000 Arbitrage : Pál von Hertzka |
|                | détails                    |       |                    | Spectateurs : 16 000 Arbitrage : Pál von Hertzka | Spectateurs : 16 000 Arbitrage : Pál von Hertzka |

L'Autriche se qualifie pour la Coupe du monde de football 1938.
Annexée par l'Allemagne (Anschluss) au printemps suivant, l'Autriche sera cependant contrainte de déclarer forfait, et ne sera finalement pas remplacée dans le tableau final.

### Groupe 9:Pays-BasetBelgique
Dans ce groupe 9, 3 équipes s'affrontent pour 2 places qualificatives : les Pays-Bas, le Luxembourg et la Belgique. Chaque équipe rencontre chacun de ses adversaires une fois. Le petit poucet luxembourgeois n'a pas fait trembler ses deux voisins qui se qualifient pour la Coupe du monde.
| Rang | Équipe     | Pts | J | G | N | P | Bp | Bc | Diff |  | Résultats (▼ dom., ► ext.) |     |     |     |
| ---- | ---------- | --- | - | - | - | - | -- | -- | ---- |  | -------------------------- | --- | --- | --- |
| 1    | Pays-Bas   | 3   | 2 | 1 | 1 | 0 | 5  | 1  | +4   |  | Pays-Bas                   |     |     | 4-0 |
| 2    | Belgique   | 3   | 2 | 1 | 1 | 0 | 4  | 3  | +1   |  | Belgique                   | 1-1 |     |     |
| 3    | Luxembourg | 0   | 2 | 0 | 0 | 2 | 2  | 7  | -5   |  | Luxembourg                 |     | 2-3 |     |

## Zone Asie

### Indes orientales néerlandaises
2 équipes inscrites seulement figurent dans les éliminatoires de la zone Asie. Les Indes orientales néerlandaises sont directement qualifiées du fait du retrait du Japon.

|  | Équipe                         |         |  |  |  |  |  |  |  |
|  | ------------------------------ | ------- |  |  |  |  |  |  |  |
|  | Indes orientales néerlandaises | Q.      |  |  |  |  |  |  |  |
|  | Japon                          | forfait |  |  |  |  |  |  |  |

## Zone Amérique du Nord, centrale et Caraïbes

### Cuba
Les États-Unis, la Colombie, le Costa Rica, le Mexique, le Salvador et la Guyane néerlandaise se sont tous retirés, donc Cuba est directement qualifié pour la Coupe du monde.
|  | Équipe              |         |  |  |  |  |  |  |  |
|  | ------------------- | ------- |  |  |  |  |  |  |  |
|  | Cuba                | Q.      |  |  |  |  |  |  |  |
|  | États-Unis          | forfait |  |  |  |  |  |  |  |
|  | Colombie            | forfait |  |  |  |  |  |  |  |
|  | Costa Rica          | forfait |  |  |  |  |  |  |  |
|  | Mexique             | forfait |  |  |  |  |  |  |  |
|  | Salvador            | forfait |  |  |  |  |  |  |  |
|  | Guyane néerlandaise | forfait |  |  |  |  |  |  |  |

## Zone Amérique du Sud

### Brésil
2 équipes inscrites seulement figurent dans la zone Amérique du Sud : le Brésil et l'Argentine. Du fait de la décision de la FIFA d'organiser de nouveau la Coupe du monde en Europe (et non en Amérique du Sud comme prévu initialement par respect du principe d'alternance entre les continents), l'Argentine se retire, le Brésil se qualifie donc sans disputer de match comme en 1934.

|   | Équipe    |         |  |  |  |  |  |  |  |
| - | --------- | ------- |  |  |  |  |  |  |  |
| 1 | Brésil    | Q.      |  |  |  |  |  |  |  |
| 2 | Argentine | forfait |  |  |  |  |  |  |  |

## Les qualifiés
- Allemagne
- Autriche (finalement forfait pour la phase finale à cause de l'Anschluss)
- Belgique
- Brésil
- Cuba
- France (pays organisateur)
- Hongrie
- Indes orientales néerlandaises
- Italie (tenante du titre)
- Norvège
- Pays-Bas
- Pologne
- Roumanie
- Suède
- Suisse
- Tchécoslovaquie

## Carte des nations qualifiées
Cette carte montre les pays qualifiés pour la phase finale cités dans la partie précédente